# 房產所有者協會
公寓大廈管理委員會，或簡稱社區管委會，是為了維護與管理公寓大廈的正常運作，以公寓大廈的所有區分所有權人為基礎的管理組織。

## 委員會主要成員
- 主任委員，簡稱「主委」，一名。
- 副主任委員（簡稱副主委），一名。
- 財務委員（簡稱財委、會計），一名。
- 監察委員（簡稱監察、監委），一名。

### 非常設職務
- 行政委員
- 安全委員（在臺灣，可能外包給保全公司）
- 設備／機電委員（在臺灣，可能外包給水電工、機電廠商）
- 環保委員（在臺灣，通常為地方政府清潔隊，或各住戶自行送至特定回收商）
- 文康委員（在臺灣，通常省略）

## 運作情形

### 現金流入
- 由公寓大廈的起造人（建商），於管委會成立後提撥一次性經費到管委會的公用基金
- 由住戶每月所繳交的管理費（通常以持份的坪數依比例換算；如停車場的車位隨買房時的契約規定為住戶所有，管委會則酌收停車場清潔費，但其實並不合理）
- 公寓大廈內的公設經住戶大會各區分所有權人表決同意後，向外出租的獲利（例如：停車位出租、倉庫、使用者付費的游泳池、使用者付費的娛樂室及ktv、等）
- 公用基金的銀行存款孳息
- 電信公司租用頂樓空間設置基地台的回饋金
- 電信公司租用本社區大樓室內機房的回饋金
- 資源回收商從社區大樓取走的回收物裡繳回給管委會的回收金。
- 大樓外牆的廣告出租收入。
- 大樓室內的螢幕顯示廣告收入。

### 現金流出
- 公共用電費用
- 公寓大廈清潔支出
- 電梯保養維護支出
- 其他公設維護支出（公用照明系統、門禁系統、監視錄影系統、消防設備與火災警報器等）
- 公共用水費用(可有可無)
- 公共電話費用(可有可無)
- 保全人員費用(可有可無)(例如：早班保全、晚班保全)
- 清潔人員費用(可有可無)
- 行政人員費用(可有可無)(例如：總幹事、秘書、行政保全、社區行政管家)
- 約聘法律顧問費用(可有可無)

## 优点
- 管理建物消防安全。2021年高雄城中城大樓火災，高雄市消防局表示，由於城中城大樓無管理委員會，為要求該大樓依法辦理檢修申報，消防局曾多次派員前進行檢查，卻都因大門深鎖無法進入。

### 管理員及總幹事的不当行为
- 保全公司未盡督導之責，無法管理外派的管理員及總幹事。
- 外聘來的總幹事勾結消防廠商、清潔廠商，上下其手，覬覦管委會的現金存款。
- 有些管理員及總幹事會對房屋仲介收取不恰當的帶路費(1-2%)、找看起來弱小的區分所有權人麻煩，動輒以高頻率的消防檢查製造問題。
- 管委會委員或住戶利用職權或住戶的身份，要求外派公司聘用私人關係保全人員，造成社區事務變成該保全人員的私人治理。

## 外部連結
台灣
- 公寓大廈管理Q&A彙編 （页面存档备份，存于） - 內政部營建署

## 延伸閱讀
- David T. Beito, Peter Gordon, and Alexander Tabarrok, eds., The Voluntary City: Choice, Community, and Civil Society, University of Michigan Press, ISBN 0-472-08837-8
- Ronald M. Sandgrund and Joseph F. Smith, "When the Developer Controls the Homeowner Association Board: The Benevolent Dictator?" The Colorado Lawyer, January 2002, p. 91.
- Robert H. Nelson, Private Neighborhoods: And the Transformation of Local Government Urban Institute Press (Washington, DC): 2005. ISBN 0877667519; ISBN 978-0877667513.
- George K. Staropoli,The Case Against State Protection of Homeowners Associations Infinity Press 2003. ISBN 0-7414-1620-4; ISBN 978-0741416209.